# Heerlijkheid Borculo
De Heerlijkheid Borculo of Borkelo(o) was een hoge heerlijkheid in het noordoosten in het graafschap Zutphen. Het gebied besloeg ongeveer de oppervlakte van de huidige gemeente Berkelland zonder Ruurlo, en tot 1616 eveneens het gebied van de voormalige gemeente, de toenmalige heerlijkheid Lichtenvoorde. Vanaf 1360 tot 1616 waren Borculo en Lichtenvoorde eenherig.

## Geschiedenis

### De heren van Borculo
De heren van Borculo bestuurden het gebied, dat vanaf de 11e eeuw in documenten voorkomt. Achtereenvolgens werd de heerlijkheid bestuurd door heren en vrouwen uit de geslachten Van Borculo (tot 1360/eind 14e eeuw), van Bronckhorst (1360-1553/1579), Van Limburg-Stirum (1615-1727), Van Flodorf-Wartensleben (1727-1742), Von Flemming (1742-1771), Czartorisky (1771-1777) en het Huis van Oranje (1777-1795).
De herkomst van de eerste heren van Borculo is onduidelijk. Professor J.M. van Winter vermoedt dat zij in de vrouwelijke lijn zouden kunnen afstammen van Gebhard, de oudere broer van graaf Otto de Rijke van Zutphen. Gebhard had vermoedelijk een dochter, die trouwde met Constantijn van Melegarde, uit welk huwelijk de heren van den Bergh stammen. Zij denkt tevens dat van dit echtpaar ook Borculo aftakte, mogelijk een generatie later, met goederenbezit uit de Zutphens-Westfaalse boedel van Godschalk en Adelheid van Zutphen. Als die hypothese klopt, dan zouden de heren van Borculo dus familie zijn van de graven van Zutphen en Gelre. Dat zou ook verklaren waarom het wapen van de heren van Borculo gelijk is aan het oudste wapen van de graven van Gelre.
Na het overlijden in 1579 van de gravin-weduwe en vruchtgebruikster Maria van (der) Hoya kwam de heerlijkheid Borculo onder rechtstreeks Münsters bestuur en is een begin gemaakt met de omvorming van de heerlijkheid in een Münsters ambt (zoals Ahaus).
De belangrijkste plaatsen in de heerlijkheid waren: stad Borculo (rechten 1375), Eibergen (enkele stadsrechten, niet eerder dan 2e helft 15e eeuw), Neede, Geesteren en Lichtenvoorde (wel betiteld als stadje, maar geen rechten bekend).

### Kasteel Borculo

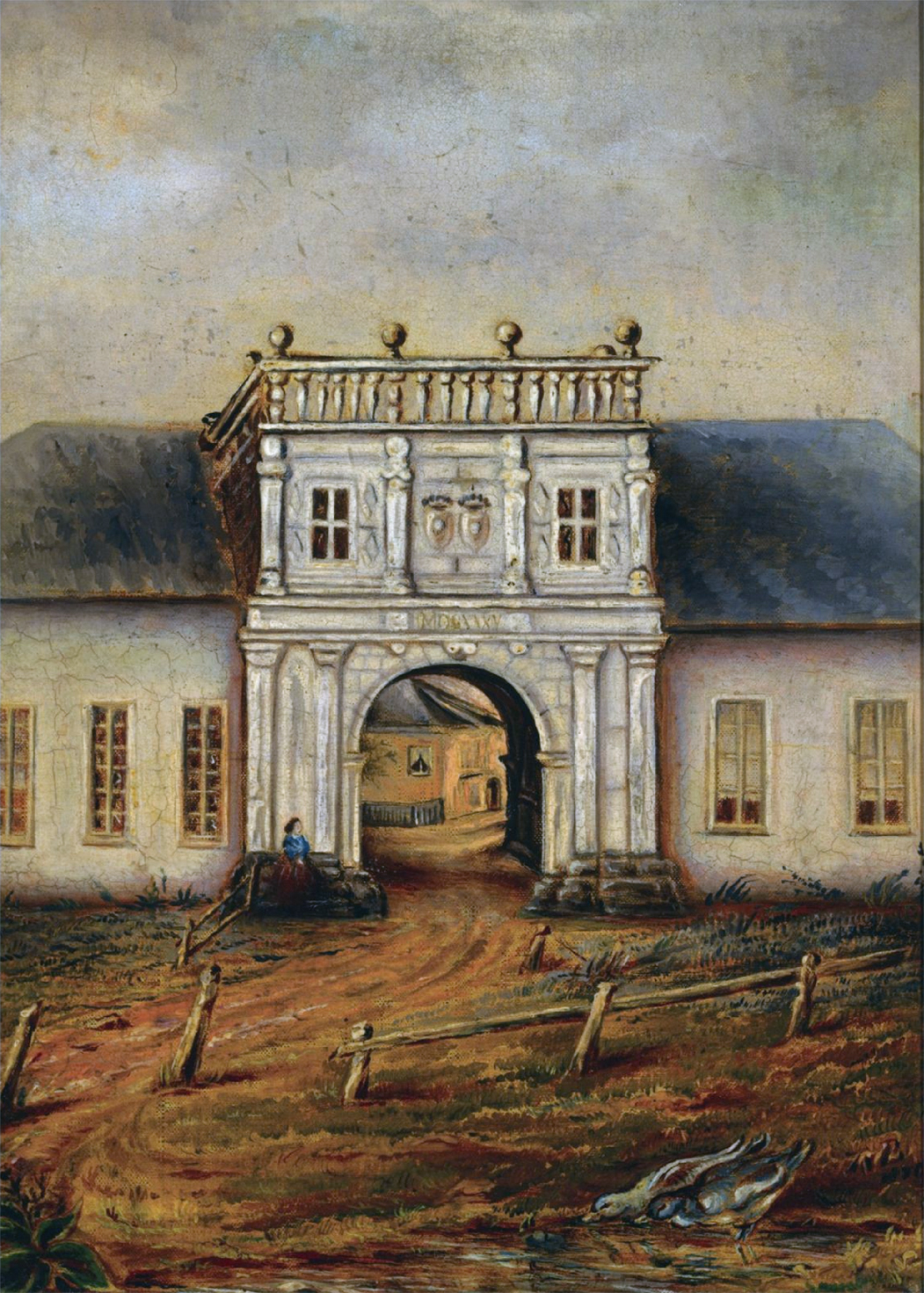
De stoeterij van Borculo

Het Kasteel Borculo heeft iets ten oosten van het oude stadje Borculo gestaan. De stad Borculo behoorde tot 1509 tot het kerspel Geesteren, het kasteel tot het kerspel Eibergen. Een soortgelijke situatie deed zich voor in Bredevoort. Het grote kasteel, dat eerst omstreeks 1640 die vorm kreeg, werd ca. 1760-1764 gesloopt om plaats te maken voor een kleiner L-vormig gebouw. Dit kleinere kasteel werd in 1870 gesloopt, op de kelders na, die nu nog onder de muziekschool aan de Hoflaan zichtbaar zijn. Op het terrein van dit zogenaamde "tweede kasteel" werd door Napoleon een keizerlijke stoeterij gevestigd, die met diens val opgeheven werd. Vanaf 1820 tot 1852 was er een koninklijke stoeterij gehuisvest.

### Bestuur en rechtspraak
De bestuurlijke en juridische indeling was in de middeleeuwen gebaseerd op de oude kerspelsgrenzen. Vóór 1509 kende de heerlijkheid vier kerspelen of parochies, namelijk Groenlo (exclusief de stad, die Gelders was), Eibergen, Neede en Geesteren. In 1509 kwam daar de parochie Borculo bij, die bestond uit de stad, het kasteel en het ten oosten van de stad gelegen schependom of buurschap Dijcke of Dijkhoek. Mogelijk is de parochiestichting in 1509 aanleiding geweest om de oude op de kerspelsgrenzen gebaseerde bestuursindeling te vervangen door voogdijen of bestuursdistricten. De voogdijen stonden onder leiding van een voogd die alleen uitvoerende bevoegdheden had. Hij werd benoemd door de heer, maar kreeg zijn opdrachten van de drost, de hoogste ambtenaar in de heerlijkheid.
Tot 1795 bestond de heerlijkheid Borculo uit de volgende vier voogdijen: Geesteren met Haarlo (uit het kerspel Eibergen) en Gelselaar (uit het kerspel Neede), Neede, Eibergen (met de stad) en Beltrum. De voogdij Beltrum behoorde in haar geheel tot het kerspel Groenlo.
De val van de Republiek in 1795 betekende het einde van de heerlijkheid Borculo. Uit de vier voogdijen werden vier nieuwe gemeenten gevormd: Geesteren, Eibergen, Neede en Beltrum. De stad, het kasteel en het schependom Borculo gingen op in de gemeente Borculo.

### Het Münsterse leen Borculo

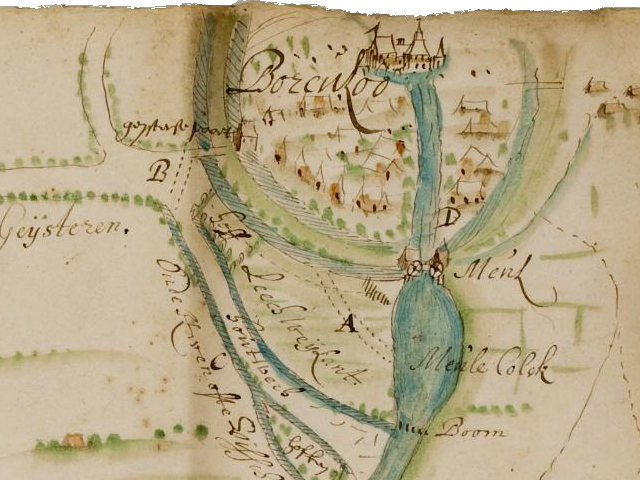
Stad en kasteel, machtscentrum van de heerlijkheid op een kaartje uit 1642 van Nicolaes van Geelkercken.

Hoewel in de oudere literatuur gesuggereerd wordt dat Borculo in 1406 in leen werd opgedragen aan het prinsbisdom Münster, kan dit op grond van recente publicaties niet meer volgehouden worden. Uit het oudste leenboek van Münster, dat van bisschop Floris van Wevelinkhoven (1364-1378), blijkt dat de jonker van Bronkhorst de helft van de heerlijkheid met het gericht al van hem in leen hield. De andere helft was in leen gegeven aan de heren van Wisch, die met name in Eibergen veel goederen en rechten bezaten.
De bisschop had al het kerkelijk gezag en daarmee veel invloed. Toch konden de heren van Borculo zich behoorlijk zelfstandig gedragen, zolang zij de Münsterse leenband maar erkenden (en dat deden zij). Zo hadden zij de belastingheffing in eigen hand en hadden zij ook het recht om een eigen leger op de been te brengen. Met de Bronkhorsten (Gelderse bannerheren) kwam Borculo wel meer onder Gelderse invloed te staan, anderzijds waren de graven van Gelre en Zutphen al langer bezig met het verwerven van goederen en rechten in de heerlijkheid Borculo. Het verlies van Groenlo in 1236 is daarvan wel het meest duidelijk bewijs. Groenlo werd een Zutphense exclave in de Münsterse heerlijkheid Borculo.
De heerlijkheid Borculo bleef onder het gezag van het vorstbisdom Münster tot en met 1615. Toen stelde het, overigens onbevoegde, Hof van Gelre (want Borculo was een Münsters leen) in een erfopvolgingstwist graaf Joost van Limburg Stirum en Bronckhorst in het gelijk. Vanaf toen was de heerlijkheid juridisch onderdeel van het graafschap Zutphen en daarmee via het het gewest of provincie Gelre van de Republiek der Zeven Verenigde Nederlanden. Nadat op 10 januari 1616 Lichtenvoorde al door de Staatsen ingenomen was trok kolonel Diederik van Dorth in februari met dertien compagnieën soldaten en negen compagnieën ruiters naar Borculo. Daar liet men de troepen onmiddellijk binnen de stad, en belegerden gezamenlijk het kasteel, dat op 25 januari 1616 bij verdrag werd overgegeven. Vanaf dat jaar was het dus gedaan met de relatieve zelfstandigheid. De belastingheffing verviel aan het kwartier Zutphen en ook op het terrein van de rechtspraak moest de heer zich steeds meer schikken naar het Zutphense landrecht en de organisatie van de rechtspraak in Gelderland.
De achtereenvolgende vorstbisschoppen van Münster hebben de uitspraak van het Gelderse Hof uiteraard niet erkend, maar waren niet bij machte om de oude situatie te herstellen (Münsterland kwam in de ban van de Dertigjarige Oorlog). In 1650 trad echter een vorstbisschop van eigen bodem aan, die in een vorige functie, namelijk als aartsdiaken van Vreden, niet onbekend was met de kwestie Borculo. Deze bisschop, Christoph Bernhard von Galen, plaatste het terugvoeren van de heerlijkheid Borculo onder het vorstbisschoppelijke gezag hoog op zijn agenda en had daar zelfs twee oorlogen voor over, nl. in 1665-1666 en in 1672-1674. Daarbij is veel vernield, in Eibergen onder andere het volledige kerkinterieur, inclusief het orgel. Door het beleg van Groningen kreeg hij de bijnaam Bommenberend. Als bisschop van Münster heeft hij veel betekend voor de katholieken in de gereformeerde heerlijkheid Borculo door actief mee te werken aan de stichting van een kerk en klooster in Zwillbrock, net over de grens bij Eibergen in de Holterhoek. De keerzijde van zijn optreden was dat het voor de gereformeerden in Münsterland vrijwel onmogelijk werd hun geloof vrij en openbaar te belijden. De Vredense gereformeerden weken toen uit naar Rekken, dat bijna gelijktijdig een zelfstandige, van Eibergen afgescheiden, gemeente kon worden. Op zijn beurt werd de verzelfstandiging van Rekken actief ondersteund door de gereformeerde Classis van Zutphen. Zwilbroek en Rekken mogen daarom met recht beschouwd worden als politieke kerkstichtingen.

## Titel
De oorlogen van Bommen Berend waren weinig succesvol, maar zowel bisschop Bernhard von Galen als zijn opvolgers bleven zich tot in het begin van de 19e eeuw Herr zu Borkulo noemen. In 1777 werd de heerlijkheid gekocht door prins Willem V. Daardoor voert de regerende koning van Nederland nog steeds de titel Heer van Borculo. Zo is Willem-Alexander de huidige heer van Borculo.